# La bèstia interior
La bèstia interior (títol original: The Beast Within) és una pel·lícula estatunidenca dirigida per Philippe Mora, estrenada l'any 1982. Ha estat doblada al català.

## Argument
El cotxe d'una parella s'avaria en una carretera del Mississipi. El marit marxa a buscar ajuda. Del marais sorgeix una estranya criatura que viola la jove. Disset anys més tard, el seu fill és afectat de una malaltia desconeguda. La família torna al Mississipi per intentar comprendre.

## Repartiment
- Ronny Cox: Eli MacCleary
- Bibi Besch: Caroline MacCleary
- Paul Clemens: Michael MacCleary
- R. G. Armstrong: Dr. Schoonmaker
- L.Q. Jones: El xèrif Pool
- Katherine Moffat: Amanda Platt
- Don Gordon: El jutge Curwin
- Meshach Taylor: L'adjunt del xèrif Herbert
- Luke Askew: Dexter Ward
- John Dennis Johnston: Horaci Platt
- Ron Soble: Tom Laws
- Boyce Holleman: Dr. Odom
- Logan Ramsey: Edwin Curwin

## Al voltant de la pel·lícula
- El rodatge s'ha desenvolupat a Bolton, Jackson i Raymond, a l'Estat de Mississippi.
- Els noms de Curwin i Dexter Ward fan referència a l'Afer Charles Dexter Ward, una novel*la de Howard Phillips Lovecraft.